# برمجيات إدارة الطاقة
برمجيات إدارة الطاقة (بالإنجليزية: Energy management software)‏ هو مصطلح عام وفئة تشير إلى مجموعة متنوعة من تطبيقات البرامج المتعلقة بالطاقة التي قد توفر تتبع قانون الأداة والقياس في الوقت الحقيقي وإنشاء أنظمة التحكم في معدات التكييف والتهوية والإضاءة وتصميم المحاكاة والنمذجة والكربون والتقارير المستدامة وإدارة معدات تكنولوجيا المعلومات والاستجابة للطلب وعمليات تدقيق الطاقة. قد تتطلب إدارة الطاقة أي نظام من منهج الأنظمة.
يوفر برنامج إدارة الطاقة في كثير من الأحيان أدوات لخفض تكاليف الطاقة واستهلاك الطاقة في المباني أو المجتمعات. يجمع برنامج إدارة الطاقة البيانات ويستخدمها لثلاثة أغراض رئيسية: رفع التقارير والمراقبة والمشاركة. قد يشمل رفع التقارير التحقق من بيانات الطاقة ووضع المعايير وضبط أهداف تخفيض استخدام الطاقة عالية المستوى. قد يشمل الرصد تحليل الاتجاهات وتتبع استهلاك الطاقة لتحديد فرص توفير التكاليف. قد تعني المشاركة الاستجابات في الوقت الحقيقي (آلي أو يدوي)، أو الشروع في أي حوار بين الشاغلين أو مديري الإنشاء لتعزيز الحفاظ على الطاقة. عرض استهلاك الطاقة في الوقت الحقيقي المتوافر على تطبيقات الإنترنت أو أجهزة القياس أو العرض للطاقة في الموقع هو إحدى طرق مشاركة الطاقة التي اكتسبت شهرة واسعة.

## جمع البيانات
يجمع برنامج إدارة الطاقة بيانات الفترة التاريخية، مع فترات متفاوتة من بيانات الفواتير الفصلية لقراءات العدادات الذكية دقيقة بدقيقة. يتم جمع البيانات من مقياس الفترات أو أنظمة التشغيل الآلي للتصميم(BAS) ، مباشرة من المرافق أو المصادر الأخرى. يمكن استخدام الفواتير القديمة لتقديم مقارنة بين استهلاك الطاقة قبل وبعد برنامج إدارة الطاقة.
تعد الكهرباء والغاز الطبيعي أكثر المرافق التي يتم قياسها، على الرغم من أن الأنظمة قد تراقب البخار أو النفط أو استخدامات الطاقة الأخرى واستخدام المياه وحتى الطاقة المولدة محليًا.

## رفع التقارير
يستهدف المالكون والمديرون التنفيذيون أدوات رفع التقارير الذين يرغبون في تشغيل الطاقة وانبعاثات التدقيق. يمكن تجميع بيانات التكلفة والاستهلاك من أي عدد من المباني أو مقارنتها بالبرامج مما يوفر الوقت مقارنة برفع التقارير اليدوية. يوفر برنامج إدارة الطاقة معلومات مفصلة عن الطاقة بدرجة كبيرة التي يمكن توفيرها من خلال فاتورة المرافق؛ من بين المميزات الأخرى العوامل الخارجية المؤثرة على استخدام الطاقة، مثل المناخ أو إشغال المباني، التي يمكن أن تشكل جزءءًا من عملية رفع التقارير. يمكن استخدام تلك المعلومات لتحديد أولويات المبادرات وتوفير الطاقة المتوازنة مقابل النفقات المالية المتعلقة بالطاقة.
يمكن استخدام التحقق من الفاتورة لمقارنة الاستهلاك المتري مقابل الاستهلاك المثبت في الفواتير. يمكن لتحليل الفاتورة أيضًا إظهار تكاليف الطاقة المختلفة، على سبيل المثال بمقارنة تكاليف الطلب الكهربائية مع تكاليف الاستهلاك.
يمكن لمحاسبة الغازات الدفيئة (GHG) حساب انبعاثات الغازات الدفيئة بطريقة مباشرة أو غير مباشرة، التي قد تستخدم في رفع التقارير الداخلية أو محاسبة كربون المشروع.

## الرصد
تتبع وتعرض أدوات الرصد البيانات الآنية والتاريخية. في كثير من الأحيان، يشمل برنامج إدارة الطاقة العديد من أدوات القياس، مثل استهلاك الطاقة لكل قدم مربع أو التعرف على الطقس أو العديد من التحليلات المتقدمة باستخدام خوارزميات نمذجة الطاقة لتحديد الاستهلاك الخارج عن العادة. قد يسمح الاطلاع التام عند استخدام الطاقة، بجانب الاعتراف بالأوضاع الشاذة لأي مرفق أو مديري الطاقة بالتعرف على فرص التوفير.
يمكن استكشاف بعض المبادرات مثل تقليل الطلب واستبدال المعدات المعطوبة وإعادة تجهيز المعدات غير الفعالة وإزالة الأحمال غير الضرورية وتنسيقها باستخدام برنامج إدارة الطاقة. على سبيل المثال، قد يشير ارتفاع الطاقة غير المتوقع في أوقات معينة كل يوم إلى ضبط مؤقت العطل بطريقة صحيحة. يمكن أيضًا استخدام تلك الأدوات لرصد الطاقة واستهدافها. يستخدم برنامج إدارة الطاقة نماذج لتصحيح العوامل المختلفة مثل المناخ عند القيام بالمقارنات التاريخية للتحقق من تأثير حفظ وتأثير المبادرات.
قد يوفر برنامج إدارة تنبيهات نصية أو عبر رسائل البريد الإلكتروني، عندما تتجاوز قيم الاستهلاك الحدود الأدنى المحددة سابقًا اعتمادًا على الاستهلاك أو التكلفة. يجوز ضبط تلك الحدود الأدنى على مستويات مطلقة أو استخدام نموذج الطاقة لتحديد الزمن الذي يكون فيه الاستهلاك مرتفعًا أو منخفضًا على غير العادة. في الفترة الأخيرة، أصبحت الهواتف الذكية والتابلت البرامج ذات الاتجاه السائد لبرنامج إدارة الطاقة.

## المشاركة
قد تشير المشاركة إلى التجاوبات المشغلة آليًا أو يدويًا لبيانات الطاقة المحللة أو المتراكمة. يمكن أن تستجيب أنظمة التحكم في التصميم بسهولة لتذبذب الطاقة، كما أنه من الممكن استجابة نظام التسخين لاختلاف درجة الحرارة. قد يحدث ارتفاع الطلب عملية طاقة أقل للمعدات، سواء تدخل فيها الإنسان أم لا.
من بين الأهداف الأخرى للمشاركة هي الاتصال بالاختيارات اليومية للشاغلين بتكلفة طاقة البناء. من خلال عرض معلومات الاستهلاك في الوقت الفعلي، يرى الشاغلون التأثير المباشر لأفعالهم. يمكن استخدام البرامج للترويج لمبادرات الحفاظ على الطاقة وتقديم النصيحة للشاغلين أو توفير صيغة للتغذية الرجعية للمبادرات المستدامة.
قد تكون برامج الحفاظ على الطاقة التي تركز على الأشخاص، مثل تلك البرامج التي ترعاها مؤسسة تعليم الطاقة، مؤثرة جدًا في تخفيض استخدام الطاقة وكلفتها.
قد يكون السماح للشاغلين بمعرفة استهلاكهم في الوقت الفعلي وحده مسؤولاً عن تخفيض استهلاك الطاقة بنسبة 7%

## وصلات خارجية
- U.S. Dept of Energy's Building Technologies Program